# Rudolf Schönbeck
Rudolf Schönbeck, gerufen „Rulle“ (* 3. August 1919 in Berlin; † 6. November 2003 in Itzehoe) war ein deutscher Fußballspieler und -torwart, der mit der deutschen Fußballnationalmannschaft der Amateure an den Olympischen Sommerspielen 1952 in Helsinki teilnahm.

## Laufbahn

### Vor dem Zweiten Weltkrieg
Mit dem BFC Preussen spielte der junge Torhüter Rudi Schönbeck Ende der 30er in der Bezirksliga Berlin. Obwohl er nicht in der Gauliga Berlin-Brandenburg sein Können unter Beweis stellen konnte, stand er am 6. Oktober 1940 im Tor der Gau-Auswahl beim Bundespokalspiel gegen den Mittelrhein. Den 4:3-Erfolg feierte er zusammen mit seinen Mitspielern Hans Appel, Gerhard Graf und Hans Berndt. Als er am 9. November 1941 in Berlin wiederum im Pokalwettbewerb das Tor hütete, geschah dies aber für die Auswahl von Ostpreußen, denn durch die Kriegsereignisse spielte er jetzt für den VfB Königsberg. Das Spiel endete gegen Brandenburg 0:0-Unentschieden nach Verlängerung. Mit Königsberg gewann Schönbeck in den Jahren 1941 bis 1943 dreimal in Serie die Meisterschaft in der Gauliga Ostpreußen und nahm deshalb auch an den jeweiligen Endrunden um die deutsche Fußballmeisterschaft teil. Schönbeck bestritt sieben Endrundenspiele in den Jahren 1941 bis 1943. Im Zusammenspiel mit dem Abwehrchef Kurt Baluses versuchte das Torhütertalent die Gegentrefferquote so gering wie möglich zu halten. Reichstrainer Sepp Herberger hatte den Namen Rudolf Schönbeck bereits frühzeitig in seinem Notizbuch eingetragen. So kam der Torhüter am 17. bis 21. März 1941 zu einem DFB-Sichtungslehrgang. Zwei Jahre später war er auch Teilnehmer des letzten Nationalmannschaftslehrganges im Februar 1943 in Frankfurt am Main. Dabei wurde am 14. Februar ein Probespiel gegen die Auswahl Hessen-Nassau ausgetragen und Schönbeck stand in der ersten Halbzeit im Tor der DFB-Auswahl. In der zweiten Spielhälfte wurde er von Heinz Flotho abgelöst.

### Nach dem Zweiten Weltkrieg
Wie so viele Menschen seiner Generation begann nach den Kriegsjahren eine persönliche Odyssee für den jungen Mann. Zuerst verschlug es ihn an den Bodensee zum VfL Konstanz. Dort spielte er in der Oberliga Südwest in der Gruppe Süd bis 1948. In der Runde 1948/49 hütete er das Tor vom Itzehoer SV in der Landesliga Schleswig-Holstein. Zwar gelang zusammen mit seinen alten Königsberger Spielkameraden Kurt Baluses, Gerhard Reich, Kurt Lingnau, Hans Klinger, Erwin Scheffler und Kurt Krause der Titelgewinn, aber nicht der Aufstieg in die Oberliga Nord.

### FC St. Pauli (1949 bis 1952)
Durch seinen folgenden Wechsel zum FC St. Pauli spielte der 30-jährige Torhüter ab der Runde 1949/50 in der Oberliga Nord Fußball. Schönbeck hatte zuvor auch bei Eintracht Braunschweig unterschrieben und St. Pauli verlor vorübergehend vier Punkte wegen seiner, wie es zunächst hieß, unberechtigten Mitwirkung; in der nächsten Instanz wurde jedoch der Vertrag mit den Hamburgern für gültig erklärt. Die Elf vom Millerntor errang die Vizemeisterschaft und zog damit in die Endrunde um die deutsche Fußballmeisterschaft ein. „Rulle“ absolvierte im Norden 28 der 30 Verbandsspiele. In der Endrunde kam er gegen TuS Neuendorf und gegen die SpVgg Fürth zum Einsatz. Trotz des beachtlichen Defensivpotenzials – Hans Appel, Heinz Hempel, Walter Dzur und Harald Stender – scheiterte St. Pauli mit 1:2 Toren an den Franken. Bundestrainer Sepp Herberger hatte den neuen St. Pauli Torhüter in der Vorrunde zum ersten DFB-Nachkriegslehrgang vom 14. bis 19. November 1949 nach Duisburg eingeladen.
Auch in der zweiten Saison 1950/51 landete Schönbeck mit seinen Spielkameraden auf dem zweiten Rang und zog damit wieder in die Endrunde ein. Er hütete gegen den 1. FC Kaiserslautern, FC Schalke 04 und die SpVgg Fürth das Tor. In der dritten Runde, 1951/52, kam er auf 23 Spieleinsätze in der Oberliga. Nach Abschluss der Runde belegte die Mannschaft den dritten Tabellenrang. Am 14. Oktober 1951 nahm der St. Pauli-Torhüter an dem Repräsentativspiel in Köln gegen Westdeutschland teil.
Im Sommer 1952 kehrte Rudolf Schönbeck nach drei Runden, in denen er 71 Oberliga-Spiele bestritten hatte, zum Itzehoer SV in die Amateurliga Schleswig-Holstein zurück. 1954 übernahm er die Trainernachfolge von Kurt Baluses.

### Deutsche Fußballnationalmannschaft der Amateure (1952)
Im Jahr der Olympischen Sommerspiele 1952 in Helsinki wurde vom DFB eine Amateurnationalmannschaft ins Leben gerufen. Die Mannschaft bestritt sieben Spiele, dabei vier Spiele beim Olympiaturnier 1952, und Rudolf Schönbeck hütete in allen sieben Spielen das Tor der Mannschaft von Bundestrainer Sepp Herberger. Vor dem Debütspiel der Amateurnationalmannschaft am 14. Mai 1952 in Düsseldorf gegen die Vertretung von Großbritannien nominierte Sepp Herberger für die zwei A-Länderspiele gegen Luxemburg und Irland am 20. April 1952 bzw. 4. Mai 1952 den Torhüter von St. Pauli. In beiden Spielen stand Karl Adam im Tor der Herberger-Elf, Schönbeck saß als Ersatztorhüter auf der Bank, wovon er nicht eingewechselt wurde. In der Amateurnationalmannschaft setzte Bundestrainer Herberger aber konkurrenzlos auf das Können und die Routine des 33-Jährigen. Er war der Rückhalt des neu zusammengestellten Teams, das beim olympischen Fußballturnier eine ausgezeichnete Leistung bot.